# Paizay-le-Sec
Paizay-le-Sec település Franciaországban, Vienne megyében. Lakosainak száma 474 fő (2022. január 1.). Paizay-le-Sec Antigny, La Bussière, Chauvigny, Fleix, Lauthiers, Leignes-sur-Fontaine, La Puye és Saint-Savin községekkel határos.

## Népesség
A település népességének változása:
| Lakosok száma | 470  | 469  | 482  | 463  | 460  | 458  | 461  | 466  | 474  |
|               | 2013 | 2015 | 2016 | 2017 | 2018 | 2019 | 2020 | 2021 | 2022 |